# 山梨県第1区
山梨県第1区（やまなしけんだい1く）は、日本の衆議院議員総選挙における選挙区。1994年（平成6年）の公職選挙法改正で設置。

## 区域

### 現在の区域
2013年（平成25年）公職選挙法改正以降の区域は以下のとおりである。2013年の区割り変更に伴い、区割りが大きく変更された。
- 甲府市
- 韮崎市
- 南アルプス市
- 北杜市
- 甲斐市
- 中央市
- 西八代郡
- 南巨摩郡
- 中巨摩郡

### 2013年以前の区域
1994年（平成6年）公職選挙法改正から2013年の小選挙区改定までの区域は以下のとおりである。
- 甲府市
- 塩山市
- 山梨市
- 東山梨郡

## 歴史
小選挙区制導入後の1996年の第41回衆議院議員総選挙で、民主党は公認争いで輿石東と小沢鋭仁が対立。結果、輿石が選挙区から立候補し、小沢は比例南関東ブロック単独候補に回った。しかし、輿石は6,823票差で接戦を落として自由民主党の中尾栄一に当選を許した上に比例でも復活できず議席を喪失。小沢は比例で当選するという皮肉な結果となった。その後、輿石は参議院に鞍替えした。
続く第42回衆議院議員総選挙では小沢が中尾を5,817票差で下し、敗れた中尾は選挙直後に受託収賄容疑で逮捕される事態となった。輿石に続いてライバルを蹴落とす形となった小沢はこれ以後4回連続で選挙区当選。郵政選挙で自由民主党へ追い風が吹いたため対立候補に4,855票差まで詰め寄られた第44回衆議院議員総選挙を除くと毎回相手候補に大差を付ける盤石の体制で地盤を築いたが、2012年の第46回衆議院議員総選挙を目前にして民主党を離党し、日本維新の会に移った。これに激怒した党幹事長の輿石は、党独自の候補者擁立を模索。引退を表明していた内閣官房副長官の斎藤勁を立てて、「小沢落とし」に執念を燃やした。小沢は日本維新の会の比例単独1位に記載されており落選の可能性はほとんど無かったが、たとえ自由民主党を利することになっても小沢を選挙区で当選させないことに尽力した。結果、自民党の宮川典子が初当選し、16年ぶりに自民党が議席を奪回した。小沢も宮川には2万票以上の大差で敗れたものの、比例での優遇が利いて復活当選した。
その後、「選挙制度改革法」（0増5減）によって山梨3区が廃止され、一部の区域は1区に編入された。山梨県内の小選挙区再編後初めてとなる2014年の第47回衆議院議員総選挙で、民主党は前回3区で同党の後藤斎に破れるも比例復活当選し、総選挙直前に解党したみんなの党に所属していた中島克仁を擁立。維新の党に所属していた小沢は橋下徹共同代表から比例近畿ブロック単独1位候補での立候補を打診され、公示前日に国替えし、維新の党は中島を支持した。結果、中島が1,085票の僅差ながら小選挙区で当選し、宮川は比例復活で当選した。
2017年の第48回衆議院議員総選挙では、自民党は3区から出馬していた中谷真一が「コスタリカ方式」で立候補し、宮川は比例単独に回った。民進党は前原誠司代表の提案により希望の党への合流を決めていたが、中島は合流せず無所属で出馬した。結果として前回同様、中島が1,131票差と前回同様の接戦を制して当選し、中谷は比例復活した。なお、小沢は希望の党公認で隣の東京25区から出馬したが比例復活もならず落選し、引退した。
2021年の第49回衆議院議員総選挙では、2019年の宮川の死去により再び候補者となった中谷が7,102票差で接戦を制し初の選挙区議席を獲得したが、2024年の第50回衆議院議員総選挙では中島が中谷から議席を奪還した。しかし、票差は7,921と依然激戦模様となっている。

## 小選挙区選出議員
| 選挙名                 | 年                 | 当選者   | 党派       |
| ---------------------- | ------------------ | -------- | ---------- |
| 第41回衆議院議員総選挙 | 1996年（平成8年）  | 中尾栄一 | 自由民主党 |
| 第42回衆議院議員総選挙 | 2000年（平成12年） | 小沢鋭仁 | 民主党     |
| 第43回衆議院議員総選挙 | 2003年（平成15年） | 小沢鋭仁 | 民主党     |
| 第44回衆議院議員総選挙 | 2005年（平成17年） | 小沢鋭仁 | 民主党     |
| 第45回衆議院議員総選挙 | 2009年（平成21年） | 小沢鋭仁 | 民主党     |
| 第46回衆議院議員総選挙 | 2012年（平成24年） | 宮川典子 | 自由民主党 |
| 第47回衆議院議員総選挙 | 2014年（平成26年） | 中島克仁 | 民主党     |
| 第48回衆議院議員総選挙 | 2017年（平成29年） | 中島克仁 | 無所属     |
| 第49回衆議院議員総選挙 | 2021年（令和3年）  | 中谷真一 | 自由民主党 |
| 第50回衆議院議員総選挙 | 2024年（令和6年）  | 中島克仁 | 立憲民主党 |

## 選挙結果
時の内閣：第1次石破内閣 解散日：2024年10月9日 公示日：2024年10月15日
当日有権者数：41万9090人 最終投票率：56.69%（前回比：2.8%） （全国投票率：53.85%（2.08%））
| 当落 | 候補者名 | 年齢 | 所属党派   | 新旧 | 得票数    | 得票率 | 惜敗率 | 推薦・支持               | 重複 |
| ---- | -------- | ---- | ---------- | ---- | --------- | ------ | ------ | ------------------------ | ---- |
| 当   | 中島克仁 | 57   | 立憲民主党 | 前   | 107,050票 | 45.87% | ――     | 社会民主党山梨県連合支持 | ○    |
| 比当 | 中谷真一 | 48   | 自由民主党 | 前   | 99,129票  | 42.48% | 92.60% | 公明党推薦               | ○    |
|      | 高田晃宏 | 50   | 参政党     | 新   | 14,597票  | 6.25%  | 13.64% |                          |      |
|      | 早田記史 | 41   | 日本共産党 | 新   | 12,601票  | 5.40%  | 11.77% |                          |      |

時の内閣：第1次岸田内閣 解散日：2021年10月14日 公示日：2021年10月19日
当日有権者数：42万4441人 最終投票率：59.49%（前回比：1.99%） （全国投票率：55.93%（2.25%））
| 当落 | 候補者名 | 年齢 | 所属党派                             | 新旧 | 得票数    | 得票率 | 惜敗率 | 推薦・支持               | 重複 |
| ---- | -------- | ---- | ------------------------------------ | ---- | --------- | ------ | ------ | ------------------------ | ---- |
| 当   | 中谷真一 | 45   | 自由民主党                           | 前   | 125,325票 | 50.46% | ――     | 公明党推薦               | ○    |
| 比当 | 中島克仁 | 54   | 立憲民主党                           | 前   | 118,223票 | 47.60% | 94.33% | 社会民主党山梨県連合推薦 | ○    |
|      | 辺見信介 | 57   | NHKと裁判してる党 弁護士法72条違反で | 新   | 4,826票   | 1.94%  | 3.85%  |                          |      |

時の内閣：第3次安倍第3次改造内閣 解散日：2017年9月28日 公示日：2017年10月10日
当日有権者数：43万175人 最終投票率：57.50%（前回比：1.24%） （全国投票率：53.68%（1.02%））
| 当落 | 候補者名 | 年齢 | 所属党派          | 新旧 | 得票数    | 得票率 | 惜敗率 | 推薦・支持                                   | 重複 |
| ---- | -------- | ---- | ----------------- | ---- | --------- | ------ | ------ | -------------------------------------------- | ---- |
| 当   | 中島克仁 | 50   | 無所属 (民進党籍) | 前   | 107,007票 | 44.34% | ――     | 民進党山梨県連推薦、社会民主党山梨県連合支持 |      |
| 比当 | 中谷真一 | 41   | 自由民主党        | 前   | 105,876票 | 43.87% | 98.94% | 公明党推薦                                   | ○    |
|      | 宮内現   | 35   | 日本共産党        | 新   | 21,320票  | 8.83%  | 19.92% |                                              |      |
|      | 西脇愛   | 32   | 幸福実現党        | 新   | 7,119票   | 2.95%  | 6.65%  |                                              |      |

- 宮川は比例南関東ブロック単独で立候補し当選、在職中の2019年に死去。

時の内閣：第2次安倍改造内閣 解散日：2014年11月21日 公示日：2014年12月2日
当日有権者数：42万4678人 最終投票率：56.26%（前回比：4%） （全国投票率：52.66%（6.66%））
| 当落 | 候補者名 | 年齢 | 所属党派   | 新旧 | 得票数    | 得票率 | 惜敗率 | 推薦・支持           | 重複 |
| ---- | -------- | ---- | ---------- | ---- | --------- | ------ | ------ | -------------------- | ---- |
| 当   | 中島克仁 | 47   | 民主党     | 前   | 102,111票 | 43.96% | ――     | 維新の党山梨県連支持 | ○    |
| 比当 | 宮川典子 | 35   | 自由民主党 | 前   | 101,026票 | 43.50% | 98.94% | 公明党推薦           | ○    |
|      | 遠藤昭子 | 63   | 日本共産党 | 新   | 29,125票  | 12.54% | 28.52% |                      |      |

- 中島は第46回では旧山梨3区から立候補（みんなの党）。中谷真一は宮川とのコスタリカ方式により比例南関東ブロック単独で立候補し当選。

時の内閣：野田第3次改造内閣 解散日：2012年11月16日 公示日：2012年12月4日
当日有権者数：21万7046人 最終投票率：60.26%（前回比：10.55%） （全国投票率：59.32%（9.96%））
| 当落 | 候補者名 | 年齢 | 所属党派     | 新旧 | 得票数   | 得票率 | 惜敗率 | 推薦・支持     | 重複 |
| ---- | -------- | ---- | ------------ | ---- | -------- | ------ | ------ | -------------- | ---- |
| 当   | 宮川典子 | 33   | 自由民主党   | 新   | 54,930票 | 43.56% | ――     | 公明党推薦     | ○    |
| 比当 | 小沢鋭仁 | 58   | 日本維新の会 | 前   | 34,414票 | 27.29% | 62.65% | みんなの党推薦 | ○    |
|      | 斎藤勁   | 67   | 民主党       | 前   | 26,070票 | 20.67% | 47.46% | 国民新党推薦   | ○    |
|      | 植村道隆 | 39   | 日本共産党   | 新   | 10,694票 | 8.48%  | 19.47% |                |      |

- 小沢は第47回で比例近畿ブロックに転出し当選。第48回は隣接する東京25区から出馬するも落選。

時の内閣：麻生内閣 解散日：2009年7月21日 公示日：2009年8月18日
当日有権者数：21万9110人 最終投票率：70.81%（前回比：2.48%） （全国投票率：69.28%（1.77%））
| 当落 | 候補者名 | 年齢 | 所属党派   | 新旧 | 得票数   | 得票率 | 惜敗率 | 推薦・支持 | 重複 |
| ---- | -------- | ---- | ---------- | ---- | -------- | ------ | ------ | ---------- | ---- |
| 当   | 小沢鋭仁 | 55   | 民主党     | 前   | 91,422票 | 60.24% | ――     |            | ○    |
|      | 赤池誠章 | 48   | 自由民主党 | 前   | 46,881票 | 30.89% | 51.28% | 公明党推薦 | ○    |
|      | 遠藤昭子 | 57   | 日本共産党 | 新   | 11,972票 | 7.89%  | 13.10% |            |      |
|      | 早瀬浩之 | 48   | 幸福実現党 | 新   | 1,480票  | 0.98%  | 1.62%  |            |      |

- 赤池は第23回参議院議員通常選挙で比例区から立候補し当選。

時の内閣：第2次小泉改造内閣 解散日：2005年8月8日 公示日：2005年8月30日
当日有権者数：22万1151人 最終投票率：68.33%（前回比：7.76%） （全国投票率：67.51%（7.65%））
| 当落 | 候補者名 | 年齢 | 所属党派   | 新旧 | 得票数   | 得票率 | 惜敗率 | 推薦・支持 | 重複 |
| ---- | -------- | ---- | ---------- | ---- | -------- | ------ | ------ | ---------- | ---- |
| 当   | 小沢鋭仁 | 51   | 民主党     | 前   | 70,281票 | 47.53% | ――     |            | ○    |
| 比当 | 赤池誠章 | 44   | 自由民主党 | 新   | 65,426票 | 44.24% | 93.09% |            | ○    |
|      | 遠藤昭子 | 53   | 日本共産党 | 新   | 12,173票 | 8.23%  | 17.32% |            |      |

時の内閣：第1次小泉第2次改造内閣 解散日：2003年10月10日 公示日：2003年10月28日
当日有権者数：22万1222人 最終投票率：60.57%（前回比：3.99%） （全国投票率：59.86%（2.63%））
| 当落 | 候補者名 | 年齢 | 所属党派   | 新旧 | 得票数   | 得票率 | 惜敗率 | 推薦・支持 | 重複 |
| ---- | -------- | ---- | ---------- | ---- | -------- | ------ | ------ | ---------- | ---- |
| 当   | 小沢鋭仁 | 49   | 民主党     | 前   | 71,623票 | 54.90% | ――     |            | ○    |
|      | 米田建三 | 56   | 自由民主党 | 前   | 45,282票 | 34.71% | 63.22% |            | ○    |
|      | 遠藤昭子 | 52   | 日本共産党 | 新   | 13,545票 | 10.38% | 18.91% |            |      |

- 米田はそれまでは比例単独候補として当選してきた。

時の内閣：第1次森内閣 解散日：2000年6月2日 公示日：2000年6月13日 最終投票率：64.56% （全国投票率：62.49%（2.84%））
| 当落 | 候補者名 | 年齢 | 所属党派   | 新旧 | 得票数   | 得票率 | 惜敗率 | 推薦・支持 | 重複 |
| ---- | -------- | ---- | ---------- | ---- | -------- | ------ | ------ | ---------- | ---- |
| 当   | 小沢鋭仁 | 46   | 民主党     | 前   | 58,781票 | 41.96% | ――     |            | ○    |
|      | 中尾栄一 | 70   | 自由民主党 | 前   | 52,964票 | 37.81% | 90.10% |            | ○    |
|      | 赤池誠章 | 38   | 無所属     | 新   | 15,803票 | 11.28% | 26.88% |            | ×    |
|      | 遠藤昭子 | 48   | 日本共産党 | 新   | 12,538票 | 8.95%  | 21.33% |            |      |

- 小沢は第41回で比例単独候補として当選。

時の内閣：第1次橋本内閣 解散日：1996年9月27日 公示日：1996年10月8日 （全国投票率：59.65%（8.11%））
| 当落 | 候補者名 | 年齢 | 所属党派   | 新旧 | 得票数   | 得票率 | 惜敗率 | 推薦・支持 | 重複 |
| ---- | -------- | ---- | ---------- | ---- | -------- | ------ | ------ | ---------- | ---- |
| 当   | 中尾栄一 | 66   | 自由民主党 | 前   | 52,111票 | 38.88% | ――     |            | ○    |
|      | 輿石東   | 60   | 民主党     | 前   | 45,288票 | 33.79% | 86.91% |            | ○    |
|      | 後藤斎   | 39   | 新進党     | 新   | 25,265票 | 18.85% | 48.48% |            |      |
|      | 小越進   | 34   | 日本共産党 | 新   | 10,610票 | 7.92%  | 20.36% |            |      |
|      | 市川重元 | 51   | 自由連合   | 新   | 753票    | 0.56%  | 1.44%  |            |      |

- 輿石は第18回参議院議員通常選挙で山梨県選挙区から立候補し当選。
- 後藤は3区に転身。